# Krzczonów (gmina w województwie kieleckim)
Krzczonów (za II RP Kszczonów) – dawna gmina wiejska istniejąca do 1954 roku w woj. kieleckim, łódzkim i ponownie kieleckim. Nazwa gminy pochodzi od wsi Krzczonów, lecz siedzibą władz gminy był Kraszków. 
W okresie międzywojennym gmina Kszczonów należała do powiatu opoczyńskiego w woj. kieleckim. 1 kwietnia 1939 roku gminę wraz z całym powiatem opoczyńskim przeniesiono do woj. łódzkiego. Po wojnie gmina przez krótki czas zachowała przynależność administracyjną, lecz już 6 lipca 1950 roku została wraz z całym powiatem przyłączona z powrotem do woj. kieleckiego.
Według stanu z dnia 1 lipca 1952 roku gmina składała się z 18 gromad: Bielowice, Brzustowiec, Brzustowiec kol., Brzezinki, Budy, Dzielna, Gałki, Jelnia, Kraszków, Krzczonów, Krzczonów kol., Mroczków Ślepy, Rozwady, Snarki, Sołek, Trzebina, Wólka Karwicka, Wólka Karwicka kol., Wygnanów i Wywóz.
Jednostka została zniesiona 29 września 1954 roku wraz z reformą wprowadzającą gromady w miejsce gmin. Po reaktywowaniu gmin z dniem 1 stycznia 1973 roku gminy Krzczonów nie przywrócono, a jej dawny obszar wszedł głównie w skład gmin Opoczno i Drzewica w tymże powiecie i województwie.